# Andreas Görlitz
Andreas Görlitz (Weilheim, Alemania, 31 de enero de 1982) es un futbolista alemán que juega de defensa en el FC Ingolstadt 04. El 3 de noviembre de 2004 sería lesionado de gravedad contra la Juventus de Turín por la Liga de Campeones de la UEFA, se rompió los ligamentos cruzados de la rodilla y quedó marginado de las canchas por 28 meses, al recuperarse recibió la confianza de este gran club y firmó un nuevo contrato para las próximas tres temporadas hasta el 30 de junio de 2010.

## Selección nacional
Ha sido internacional con la Selección de fútbol de Alemania en 2 ocasiones.

### Participaciones en Copas del Mundo
| Mundial                               | Sede          | Resultado    |
| ------------------------------------- | ------------- | ------------ |
| Copa Mundial de Fútbol Sub-17 de 1999 | Nueva Zelanda | Primera fase |

## Clubes
| Club                 | País           | Año       |
| -------------------- | -------------- | --------- |
| TSV 1860 Múnich      | Alemania       | 2002-2004 |
| Bayern de Múnich     | Alemania       | 2004-2007 |
| Karlsruher SC        | Alemania       | 2007-2009 |
| Bayern de Múnich     | Alemania       | 2009-2010 |
| FC Ingolstadt 04     | Alemania       | 2010-2014 |
| San Jose Earthquakes | Estados Unidos | 2014      |

## Palmarés

### Campeonatos nacionales
| Título           | Club             | País     | Año  |
| ---------------- | ---------------- | -------- | ---- |
| Bundesliga       | Bayern de Múnich | Alemania | 2005 |
| Copa de Alemania | Bayern de Múnich | Alemania | 2005 |
| Bundesliga       | Bayern de Múnich | Alemania | 2006 |
| Copa de Alemania | Bayern de Múnich | Alemania | 2006 |
| Bundesliga       | Bayern de Múnich | Alemania | 2010 |
| Copa de Alemania | Bayern de Múnich | Alemania | 2010 |